# Robert Hoyzer
Robert Hoyzer (ur. 28 sierpnia 1979 w Berlinie) – były niemiecki sędzia piłkarski. 

## Życiorys
Został zarejestrowany w Niemieckim Związku Piłki Nożnej jako arbiter w 2001 roku, z ramienia Herthy Berlin. Prowadził mecze 2. Bundesligi oraz lig regionalnych.
W styczniu 2005 roku wybuchła afera Roberta Hoyzera, który podejrzewany był o obstawienie u bukmachera meczu pierwszej rundy Pucharu Niemiec między drużyną ligi regionalnej – SC Paderborn 07 i Hamburgerem SV, rozegranym w sierpniu 2004 roku, który sam prowadził. HSV prowadziło 2:0, gdy Hoyzer zaczął podejmować błędne decyzje. Najpierw pokazał czerwoną kartkę Emilowi Mpenzie, a następnie podyktował dwa wątpliwe rzuty karne dla Paderborn, które ostatecznie wygrało spotkanie 4:2.
Po spotkaniu, w mediach zaczęto spekulować na temat korupcji w niemieckim futbolu. Hoyzer zrezygnował z dalszego sędziowania, a niemiecka federacja piłkarska i prokuratura rozpoczęły swoje śledztwa w sprawie innych meczów prowadzonych przez arbitra. Dość szybko okazało się, że Hoyzer powiązany był z chorwacką mafią, która stawiała duże kwoty pieniędzy na prowadzone przez niego spotkania. W trakcie jednego z przesłuchań przyznał, że wiedział jak inni sędziowie otrzymywali łapówki, a także słyszał o przekupnych piłkarzach.
Niemiecka policja ustaliła, że Hoyzer ustawił więcej spotkań niż te, do których się przyznał. W listopadzie 2005 roku został skazany na 2 lata i 5 miesięcy więzienia. Wcześniej DFB zawiesiła go dożywotnio jako sędziego. Sąd skazał także trzech chorwackich braci, którzy zarządzali całym procederem. Na łapówkach Hoyzer zarobił łącznie 67 tysięcy euro, zaś straty jakie poniosło DFB w związku ze szkodliwą działalnością arbitra wyniosły około 750 tysięcy euro.